# Lijst van voetbalinterlands Nieuw-Caledonië - Nieuw-Zeeland
Deze lijst van voetbalinterlands is een overzicht van alle officiële voetbalwedstrijden tussen de nationale teams van Nieuw-Caledonië en Nieuw-Zeeland. De landen hebben tot op heden tien keer tegen elkaar gespeeld. De eerste ontmoeting, een kwalificatiewedstrijd voor het Wereldkampioenschap voetbal 2010, werd gespeeld in Nouméa op 6 september 2008. Het laatste duel, een kwalificatiewedstrijd voor het Wereldkampioenschap voetbal 2026, vond plaats op 24 maart 2025 in Auckland.

## Wedstrijden
| №  | Plaats       | Datum             | Competitie           | Wedstrijd                       | Uitslag |
| -- | ------------ | ----------------- | -------------------- | ------------------------------- | ------- |
| 1  | Nouméa       | 6 september 2008  | WK 2010 kwalificatie | Nieuw-Caledonië – Nieuw-Zeeland | 1 – 3   |
| 2  | Auckland     | 10 september 2008 | WK 2010 kwalificatie | Nieuw-Zeeland – Nieuw-Caledonië | 3 – 0   |
| 3  | Honiara      | 8 juni 2012       | WK 2014 kwalificatie | Nieuw-Zeeland – Nieuw-Caledonië | 0 - 2   |
| 4  | Nouméa       | 7 september 2012  | WK 2014 kwalificatie | Nieuw-Caledonië – Nieuw-Zeeland | 0 – 2   |
| 5  | Dunedin      | 22 maart 2013     | WK 2014 kwalificatie | Nieuw-Zeeland – Nieuw-Caledonië | 2 – 1   |
| 6  | Port Moresby | 8 juni 2016       | WK 2018 kwalificatie | Nieuw-Zeeland – Nieuw-Caledonië | 1 – 0   |
| 7  | Auckland     | 11 november 2016  | WK 2018 kwalificatie | Nieuw-Zeeland − Nieuw-Caledonië | 2 − 0   |
| 8  | Koné         | 15 november 2016  | WK 2018 kwalificatie | Nieuw-Caledonië − Nieuw-Zeeland | 0 − 0   |
| 9  | Doha         | 24 maart 2022     | WK 2022 kwalificatie | Nieuw-Zeeland − Nieuw-Caledonië | 7 − 1   |
| 10 | Auckland     | 24 maart 2025     | WK 2026 kwalificatie | Nieuw-Caledonië − Nieuw-Zeeland | 0 – 3   |

## Samenvatting
| Competitie      | Totaal gespeeld | Winst Nw.-Caledonië | Gelijk | Winst Nieuw-Zeeland | Doelsaldo Nw.-Caledonië – Nieuw-Zeeland |
| --------------- | --------------- | ------------------- | ------ | ------------------- | --------------------------------------- |
| WK-kwalificatie | 10              | 1                   | 1      | 8                   | 5 − 23                                  |
| Totaal          | 10              | 1                   | 1      | 8                   | 5 − 23                                  |

FCF · A-internationals ·
Nieuw-Caledonisch vrouwenelftal
2000 – 2009 ·
2010 – 2019 ·
2020 − 2029
Amerikaans-Samoa ·
Australië ·
Bulgarije ·
Cookeilanden ·
Estland ·
Fiji ·
Guadeloupe ·
Guam ·
Martinique ·
Mauritius ·
Nieuw-Zeeland ·
Papoea-Nieuw-Guinea ·
Salomonseilanden ·
Samoa ·
Tahiti ·
Tonga ·
Vanuatu ·
NZF · A-internationals · Bondscoaches · Statistieken · N-Zeelands vrouwenelftal · Olympisch elftal · N-Zeeland U21 · N-Zeeland U20 · N-Zeeland U19 · N-Zeeland U18 · N-Zeeland U17
1920 – 1949 ·
1950 – 1959 ·
1960 – 1969 ·
1970 – 1979 ·
1980 – 1989 ·
1990 – 1999 ·
2000 – 2009 ·
2010 – 2019 ·
2020 − 2029
WK 1982 ·
WK 2010
OS 2008 ·
OS 2012 ·
OS 2020
1922 · 
1923 · 
1924 · 
1925–1926 ·
1927 · 
1928–1932 ·
1933 · 
1934–1935 ·
1936 · 
1937 · 
1938–1945 ·
1946 · 
1947 · 
1948 · 
1949–1950 ·
1951 · 
1952 · 
1953 ·
1954 · 
1955 · 
1956 ·
1957 · 
1958 · 
1959 · 
1960 · 
1961 · 
1962 · 
1963 ·
1964 · 
1965–1966 ·
1967 · 
1968 · 
1969 · 
1970 · 
1971 · 
1972 · 
1973 · 
1975 · 
1976 · 
1977 · 
1978 · 
1979 · 
1980 · 
1981 · 
1982 · 
1983 · 
1984 · 
1985 · 
1986 · 
1987 · 
1988 · 
1989 · 
1990 · 
1991 · 
1992 · 
1993 · 
1994 · 
1995 · 
1996 · 
1997 · 
1998 · 
1999 · 
2000 · 
2001 · 
2002 · 
2003 · 
2004 · 
2005 · 
2006 · 
2007 · 
2008 · 
2009 · 
2010 · 
2011 · 
2012 · 
2013 ·
2014 ·
2015 ·
2016 ·
2017 ·
2018 ·
2019 ·
2020 ·
2021 ·
2022 ·
2023 ·
2024
Australië ·
Bahrein ·
Botswana ·
Brazilië ·
Canada ·
Chili ·
China ·
Colombia ·
Congo-Kinshasa ·
Cookeilanden ·
Costa Rica ·
Curaçao ·
Duitsland ·
Egypte ·
El Salvador ·
Engeland ·
Estland ·
Fiji ·
Frankrijk ·
Gambia ·
Georgië ·
Ghana ·
Griekenland ·
Honduras ·
Hongarije ·
Ierland ·
India ·
Indonesië ·
Irak ·
Iran ·
Israël ·
Italië ·
Jamaica ·
Japan ·
Jordanië ·
Kenia ·
Koeweit ·
Libanon ·
Litouwen ·
Maleisië ·
Marokko ·
Mexico ·
Myanmar ·
Nieuw-Caledonië ·
Noord-Ierland ·
Noorwegen ·
Oezbekistan ·
Oman ·
Papoea-Nieuw-Guinea ·
Paraguay ·
Peru ·
Polen ·
Portugal ·
Qatar ·
Rusland ·
Salomonseilanden ·
Samoa ·
Saoedi-Arabië ·
Schotland ·
Servië ·
Singapore ·
Slovenië ·
Slowakije ·
Soedan ·
Sovjet-Unie ·
Spanje ·
Tahiti ·
Taiwan ·
Tanzania ·
Thailand ·
Trinidad en Tobago ·
Tunesië ·
Turkije ·
Uruguay ·
Vanuatu ·
Venezuela ·
Verenigde Arabische Emiraten ·
Verenigde Staten ·
Wales ·
Wit-Rusland ·
Zuid-Afrika ·
Zuid-Korea ·
Zuid-Vietnam ·
Zweden
Italië (2010) ·
Schotland (1982) · 
Slowakije (2010)